# Domenico Potenza
Domenico Gregorio Potenza (Potenza, 17 novembre 1937 – Potenza, 11 dicembre 2013) è stato un politico italiano.

## Biografia
Di professione avvocato, già comunista, si iscrisse nel 1991 al Partito Democratico della Sinistra.
Fu candidato a sindaco di Potenza alle elezioni comunali del 1995, nella lista dell'Alleanza dei Progressisti, nella prima tornata a elezione diretta del sindaco per il capoluogo lucano. Risultò vincitore al secondo turno con il 59% dei voti, contro lo sfidante Raffaello Mecca, e si insediò ufficialmente l'8 maggio 1995.
Morì a Potenza l'11 dicembre 2013.